# 4800 (1989 TG17)
4800 (1989 TG17) је астероид главног астероидног појаса чија средња удаљеност од Сунца износи 3,009 астрономских јединица (АЈ).
Апсолутна магнитуда астероида је 11,5.